# Chiesa dell'Incoronata (Schio)
La chiesa di Santa Maria Incoronata, meglio conosciuta come chiesa dell'Incoronata, è un edificio sacro collocato nel centro storico di Schio, al fianco di palazzo Toaldi Capra.

## Storia
La piccola chiesa dedicata a Maria Incoronata venne costruita su iniziativa della dimessa scledense Girolama Rossi, la quale considerava la popolosa contrada Sarèo (l'attuale via Pasubio) carente di adeguata assistenza spirituale. La religiosa ottenne nel 1710 dal Senato veneto il permesso di erigere una chiesa; inoltrò quindi al Comune richiesta per l'assegnazione di un terreno sul quale far costruire l'edificio: nel dicembre del 1714 ricevette parere favorevole, seguito dall'autorizzazione vescovile. Nel giro di pochi mesi la chiesa venne realizzata, essendo aperta al culto già nel successivo 1716. L'epigrafe murata sulla facciata dell'edificio recita: D(EO) U(NI) T(RINO) / CUIUS AFFLATA SPIRITU / SUB AUSPICIIS / CORONATAE VIRGINIS MATRIS / HOC PIETATIS MONUMENTUM / CONSTRUXIT, DOTAVIT / HYERONIMA ROSSI DIMISSA / FUNDO PUBLICO / CONCORDI PIETATE / OBLATO / ANNO SALUTIS MDCCXVI (traduzione: A Dio uno trino. Animata dal suo Spirito, sotto il patrocinio della Vergine Madre Incoronata, questo pio edificio costruí e dotò Girolama Rossi dimessa, su terreno della Comunità offerto per concorde sentimento religioso. L'anno della salvezza 1716). Nel testamento della stessa Girolama Rossi del 1730, fu stabilito che la chiesa fosse dotata di due sacerdoti per garantirne la custodia ed il servizio liturgico. La piccola chiesa, di proprietà della famiglia di Girolama Rossi, fu in seguito ereditata dalla famiglia Folco, e poi da altri privati cittadini, ma mantenne sempre il ruolo di edificio di culto aperto al pubblico. La chiesa dell'Incoronata venne elevata a rettoria nel 1912.
La cappella venne restaurata in più riprese: nel 1919 vennero rinnovate le decorazioni, nel 1936 restaurata la facciata e riformato l'altare. Nel 1950 venne nuovamente rivista la decorazione interna dell'edificio, ad opera di Vittorio Pupin, operazione che comportò anche la parziale eliminazione dei due altari laterali realizzati nel 1922. Gli interventi più recenti hanno riguardato la manutenzione generale dell'edificio e la realizzazione dell'altare rivolto verso i fedeli mediante il reimpiego di parte degli altari parzialmente demoliti negli anni cinquanta.
Negli anni duemila la chiesa è stata designata come luogo di culto anche per i cristiani ortodossi presenti a Schio e nei dintorni.

## Descrizione

### Esterno

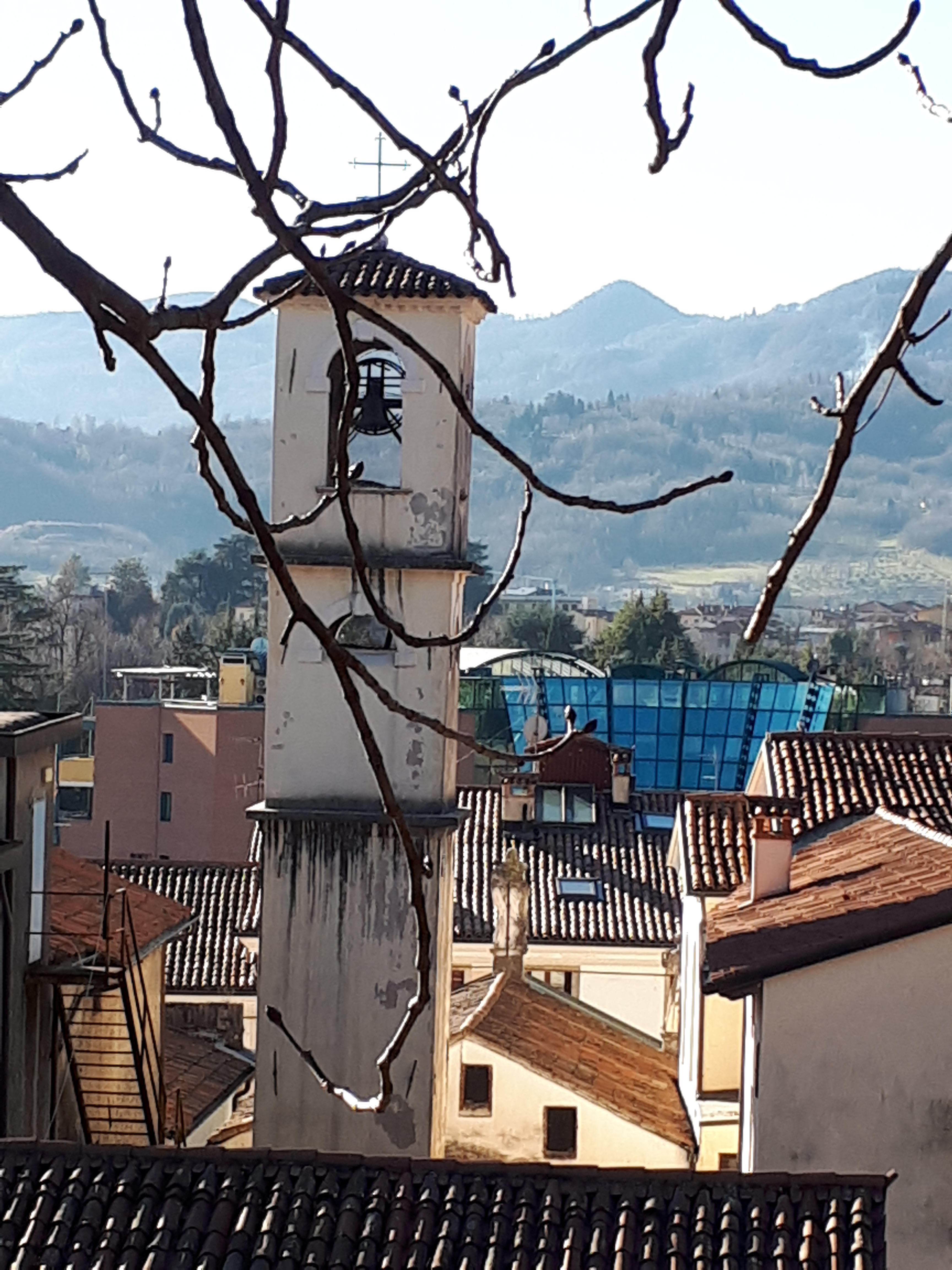
La torre campanaria della chiesetta.

La piccola chiesa, incastonata tra la fitta sequenza di case di via Pasubio, è visibile esclusivamente nella facciata.
Preceduta da una breve scalinata di cinque gradini, l'edificio presenta un equilibrato prospetto classicheggiante, con alcuni elementi tipici del barocco.
Delimitato ai lati da paraste culminanti con un capitello composito, il prospetto presenta due ampi finestroni con cornice in pietra, suddivisi orizzontalmente in due metà diseguali, dotati nella parte inferiore di inferriata. Al centro della facciata il portale, anch'esso dotato di modanature in pietra e arricchito da un ulteriore elemento orizzontale sorretto da mensole a volute. Sopra l'ingresso, nell'ordine: una elegante lapide convessa nella quale sono indicate le origini della chiesa, lo stemma di famiglia di Girolama Rossi fondatrice dell'oratorio, un rosone trilobato. La facciata culmina con un frontone triangolare coronato da statue raffiguranti la Madonna con il Bambino (al centro), San Francesco d'Assisi (a sinistra) e Sant'Antonio di Padova (sul lato destro), opera di Orazio Marinali.
Sul retro della chiesa il piccolo campanile a pianta quadrata dotato di campane del 1717.

### Interno
L'interno della chiesa, ad aula unica, mostra una decorazione parietale molto sobria e pavimentazione in marmo con motivo a scacchiera. Nella raccolta area del presbiterio si trova l'altare maggiore realizzato nel 1936 riutilizzando parti dell'altare precedente: sopra alla mensa un tabernacolo dal quale si eleva un crocefisso è posto tra le sculture di due Angeli adoranti. 
In alto, sopra l'altar maggiore, appoggiata alla parete del coro, una tempera ed olio su tavola raffigurante la Vergine Incoronata, opera di Franco Zorzi del 1988. In controfacciata San Gaetano Thiene con la Vergine ed il Bambino, dipinto ottocentesco, olio su tela, di Antonio Costa, restaurato nel 1987 dallo Zorzi. Nel soffitto una grande tela del 1909, opera di Giuseppe Mincato basato su un bozzetto incompiuto del 1899 di Alberto Boschetti, prematuramente scomparso. Ai lati dell'arco trionfale due tele di Vittorio Pupin del 1953: Madonna del disperso in Russia a sinistra, Sant'Espedito soldato e martire a destra. Lungo le pareti, entro nicchie, gli altari laterali, realizzati nel 1922 dall'architetto Vincenzo Bonato e ridimensionati negli anni cinquanta: sulla sinistra l'altare di Maria bambina, sul lato opposto quello dedicato a Santa Teresa del bambin Gesù, con scultura lignea di Romano Cremasco.
Oltre il presbiterio si sviluppa il piccolo locale della sagrestia il quale conserva alcune opere: Santa Lucia e San Gaetano Thiene, sculture lignee; le tele San Giovanni Battista in prigione confortato dagli Apostoli del XVII secolo, e Cristo gravato dalla croce dell'artista locale Ada Zanolo.